# Cassistrellus yokdonensis
Cassistrellus yokdonensis Ruedi, Eger, Lim & Csorba, 2017 è un pipistrello della famiglia dei Vespertilionidi endemico del Vietnam.

## Descrizione

### Dimensioni
Pipistrello di piccole dimensioni, con la lunghezza della testa e del corpo tra 61 e 66 mm, la lunghezza dell'avambraccio tra 43 e 47,5 mm, la lunghezza della coda tra 46 e 52 mm, la lunghezza del piede di 12 mm, la lunghezza delle orecchie tra 14 e 16 mm e un peso fino a 15 g.

### Aspetto
La pelliccia è corta e sparsa. Le parti dorsali sono bruno-grigiastre, più chiare ventralmente e color crema sulla gola. Le membrane sono bruno-nerastre. Le ali sono attaccate posteriormente alla parte finale dei metatarsi. Il calcar è privo di lobi di rinforzo.

## Biologia

### Alimentazione
Si nutre di insetti

## Distribuzione e habitat
Questa specie è conosciuta soltanto attraverso due individui giovani catturati nel Parco nazionale di Yok Don, nella provincia vietnamita di Dak Lak.
Vive nelle foreste aperte di Dipterocarpi.

## Conservazione
Questa specie, essendo stata scoperta solo recentemente, non è stata sottoposta ancora a nessun criterio di conservazione.